# Cronartiaceae
Cronartiaceae Dietel – rodzina grzybów z rzędu rdzowców (Pucciniales).

## Systematyka
Pozycja w klasyfikacji według Index Fungorum
Cronartiaceae, Pucciniales, Incertae sedis, Pucciniomycetes, Pucciniomycotina, Basidiomycota, Fungi.
Rodzaje
Według aktualizowanej klasyfikacji Index Fungorum bazującej na Dictionary of the Fungi do rodziny tej należą rodzaje:
- Cronartium Fr. 1815
- Peridermium (Link) J.C. Schmidt & Kunze 1817
- Quasipucciniastrum X.H. Qi, P. Zhao & L. Cai 2019[2].